# Hysteropterum theryi
Hysteropterum theryi är en insektsart som beskrevs av De Bergevin 1925. Hysteropterum theryi ingår i släktet Hysteropterum och familjen sköldstritar. Inga underarter finns listade i Catalogue of Life.